# Pietro da Moglio
Pietro da Moglio (1313 ca – 13 ottobre 1383) è stato un notaio e letterato italiano, vicino al nascente movimento umanistico e amico di Francesco Petrarca.

## Biografia
Originario di Moglio, sulle colline bolognesi, Pietro nacque da Bernardo di Mirante e da una Matilde di cui non ci è giunto il cognome. Divenuto notaio il 19 novembre 1331, seguì le lezioni di Giovanni del Virgilio, grammatico e poeta italiano amico di Dante Alighieri. Nell'anno accademico 1351-1352 Pietro da Moglio risultava essere magister e fu pagato dal Comune di Bologna 25 lire per una lettura scientie et artis retorice: da quel momento cominciò la sua ascesa come rinomato docente di retorica presso i giovani intellettuali della sua epoca, tra cui il futuro cancelliere della Repubblica di Firenze Coluccio Salutati e Giovanni Conversini, e il fondatore dell'umanesimo Francesco Petrarca. Dal 1362 al 1368 Pietro da Moglio risiedette a Padova chiamatovi dal signore carrarese Francesco il Vecchio e nella città patavina il retore poté avvicinarsi ancora di più alla produzione letteraria di Petrarca instaurando con quest'ultimo un rapporto non soltanto intellettuale ma anche umano: il poeta aretino infatti tenne a battesimo, il 19 febbraio 1364, il figlio di Pietro e di Tommasina di Bettuccino Rombodevini, Bernardo. Sempre negli stessi anni ebbe modo di conoscere l'altro co-fondatore del movimento umanista, Giovanni Boccaccio, che Pietro da Moglio ospitò in casa sua a Padova nel 1363. Cultore dunque dei classici latini (fu lui che inaugurò la tradizione in Italia e in Europa della lettura delle commedie di Terenzio, oltre a commentare le tragedie di Seneca e il De consolatione philosophiae di Boezio), Pietro da Moglio morì, di peste, nel 1383 e Coluccio Salutati chiese al figlio Bernardo di poter avere alcuni codici in suo possesso di autori come Ennodio, Sidonio, Simmaco e Marziano Capella. 